# Шингак-Куль
Шингак-Куль (баш. Шөңгәккүл) — село в Чишминском районе Республики Башкортостан Российской Федерации. Административный центр Шингак-Кульского сельсовета.

## География

### Географическое положение
Расстояние до:
- районного центра (Чишмы): 27 км,
- ближайшей ж/д станции (Шингак-Куль): 0 км[3].

## История
В 2005 году Шингак-Куль объединён с посёлком Никитинка.
Закон «О внесении изменений в административно-территориальное устройство Республики Башкортостан в связи с образованием, объединением, упразднением и изменением статуса населенных пунктов, переносом административных центров» от 20 июля 2005 года № 211-з постановил:

ст. 2. Объединить следующие населенные пункты с сохранением наименований:

8) в Чишминском районе:

посёлок Никитинка и село Шингак-Куль Шингак-Кульского сельсовета, установив объединенному населенному пункту тип поселения — село, с сохранением наименования «Шингак-Куль»;

## Инфраструктура
СОШ с. Шингак-Куль.
Экономика представлена сельским хозяйством, обслуживанием путевого хозяйства Куйбышевской железной дороги. Действует станция Шингак-Куль.

## Транспорт
Доступен Шингак-Куль автомобильным и железнодорожным транспортом.

## Религия
В селе есть православный Свято-Никольский храм и мечеть.